# 蘇森特 (愛荷華州)
蘇森特（英語：Sioux Center）是一個位於美國愛荷華州蘇縣的城市。

## 地理
蘇森特的座標為43°04′36″N 96°10′24″W / 43.07667°N 96.17333°W，而該地的平均海拔高度為446米（即1463英尺）。

## 人口
根據2010年美國人口普查的數據，蘇森特的面積為16.34平方千米，當中陸地面積為16.34平方千米，而水域面積為0.00平方千米。當地共有人口7048人，而人口密度為每平方千米431人。